# Сражение при Варавиле
Сражение при Варавиле (фр. Bataille de Varaville) — сражение, произошедшее 22 марта 1057 года у Варавиля, примерно в 15—20 километрах к северо-востоку от Кана, в герцогстве Нормандия, между войсками герцога Нормандии Вильгельма и армией французского короля Генриха I.

## Предыстория
В 50-х годах 11 века произошло возвышение нормандского герцогства, герцог которого Вильгельм (будущий Вильгельм Завоеватель) уже дважды побеждал короля Генриха I при осаде Арка (1053), затем в битве при Мортемере (1054). В 1057 году король вместе с Жофруа Анжуйским решил организовать новый поход против Нормандии. 
В феврале 1057 года франко-анжуйская армия во главе с королем вошла в Нормандию и начала разорять города и деревни на своем пути. Из Кана она двинулась по дороге на Варавиль, вероятно, чтобы разграбить Руан. Прекрасно осведомленный разведчиками о планах короля и его союзника графа Анжуйского, герцог Вильгельм, имея в своем распоряжении всего несколько сотен рыцарей, тайно повел свой небольшой отряд к Троарну и затем, усиленный крестьянами, вооруженными кольями, вилами и палками, стал ждать франко-анжуйцев в лесу Бавана. 

## Ход сражения
Вильгельм позволил вражеской армии, обременённой повозками с добычей, пройти на узкую дамбу у Варавиля длиной 4 километра. Одна группа нормандских всадников пересекла болота по броду и с юга атаковала колонну с фланга, а сам Вильгельм внезапно напал на арьергард графа Беррийского, не дав ему отступить. В последовавшей ожесточенной схватке, в которой крестьяне сыграли главную роль, устроив бойню противнику, граф Беррийский был убит, а остатки арьергарда стали отступать на восток по деревянному мосту, перекинутому через речку Див недалеко от берега моря. Мост сломался, увлекая за собой в воду людей, лошадей и повозки. Прилив довершил беспорядок в рядах франко-анжуйцев, и все, кто не смог переправиться через мост, утонули, были убиты или взяты в плен. 
Король Генрих, с основными силами находившийся на вершине холма Басбура, беспомощно наблюдал за всеми подробностями этого бедствия. «С тех пор, — писал нормандский поэт Вас, — Нормандия не видела большей резни и большего числа пленных». 

## Результаты
Потерпев поражение, король как можно быстрее отступил в свои владения. Победа при Варавиле стала решающим поворотным моментом для политического будущего герцога Вильгельма. Герцогство Нормандия надолго ускользнуло из-под влияния Франции, которая уже не представляла для него угрозы. С тех пор Генрих больше не осмеливался вторгаться в Нормандию; он даже искал дружбы с Вильгельмом и заключил с ним мир в 1059 году.